# Гай (Липик)
45°28′ пн. ш. 17°02′ сх. д. / 45.47° пн. ш. 17.03° сх. д.
Гай (хорв. Gaj) — населений пункт у Хорватії, у Пожезько-Славонській жупанії у складі міста Липик.

## Населення
Населення за даними перепису 2011 року становило 324 осіб.
Динаміка чисельності населення поселення:

## Клімат
Середня річна температура становить 11,08 °C, середня максимальна – 25,33 °C, а середня мінімальна – -5,63 °C. Середня річна кількість опадів – 910 мм.
| Клімат поселення                              | Клімат поселення | Клімат поселення | Клімат поселення | Клімат поселення | Клімат поселення | Клімат поселення | Клімат поселення | Клімат поселення | Клімат поселення | Клімат поселення | Клімат поселення | Клімат поселення | Клімат поселення |
| Показник                                      | Січ.             | Лют.             | Бер.             | Квіт.            | Трав.            | Черв.            | Лип.             | Серп.            | Вер.             | Жовт.            | Лист.            | Груд.            |                  |
| Середній максимум, °C                         | 6,78             | 8,76             | 13,18            | 17,31            | 22,01            | 25,33            | 24,52            | 23,89            | 20,13            | 15,31            | 9,81             | 5,32             |                  |
| Середня температура, °C                       | 0,58             | 2,55             | 6,95             | 11,08            | 15,80            | 19,11            | 20,83            | 20,19            | 16,44            | 11,62            | 6,13             | 1,65             |                  |
| Середній мінімум, °C                          | −5,63            | −3,67            | 0,74             | 4,88             | 9,58             | 12,89            | 17,13            | 16,50            | 12,75            | 7,92             | 2,42             | −2,05            |                  |
| Норма опадів, мм                              | 57               | 52               | 62               | 74               | 82               | 97               | 84               | 89               | 76               | 81               | 87               | 69               |                  |
| Середньомісячна швидкість вітру, м/с          | 1.81             | 2.05             | 2.40             | 2.30             | 2.10             | 1.92             | 1.90             | 1.73             | 1.74             | 1.80             | 1.84             | 1.85             |                  |
| Середньомісячна сонячна радіація, кДж/м²·день | 4301             | 7082             | 10929            | 15360            | 19575            | 21737            | 22607            | 19840            | 14842            | 9142             | 4834             | 3561             |                  |
| --------------------------------------------- | ---------------- | ---------------- | ---------------- | ---------------- | ---------------- | ---------------- | ---------------- | ---------------- | ---------------- | ---------------- | ---------------- | ---------------- | ---------------- |
| Джерело:                                      |                  |                  |                  |                  |                  |                  |                  |                  |                  |                  |                  |                  |                  |